# Kaja Tokarska
Kaja Tokarska (ur. 13 lipca 1985) – polska lekkoatletka, płotkarka.

## Kariera sportowa
Zawodniczka AZS-AWF Warszawa jest medalistką mistrzostw Polski w różnych kategoriach wiekowych, w tym 4-krotną złotą medalistką mistrzostw Polski seniorów w sztafecie 4 × 100 metrów (2006, 2007, 2008 oraz 2009). Reprezentowała Polskę na Pucharze Europy w lekkoatletyce (bieg na 100 metrów przez płotki, Malaga 2006 – 9. miejsce) oraz na halowym Pucharze Europy w lekkoatletyce (bieg na 60 metrów przez płotki, Moskwa 2008 – 7. miejsce).
Jej matką i trenerką jest jedna z najwybitniejszych polskich lekkoatletek w historii – Grażyna Rabsztyn, również płotkarka.

## Rekordy życiowe
- bieg na 100 metrów przez płotki – 13,42 (2008)
- bieg na 60 metrów przez płotki – 8,34 (2008)